# Cortyta canescens
Cortyta canescens là một loài bướm đêm trong họ Erebidae.